# Early Mabuza
Early Mabuza (Sophiatown (Zuid-Afrika) – 1969) was een Zuid-Afrikaanse jazzdrummer en orkestleider.

## Biografie
Mabuza speelde tijdens de jaren 1950 met Dollar Brand. Chris McGregor bracht hem als drummer in het Blue Notes-sextet. In 1963 behoorde hij tot McGregor's Castle Camp Big Band. In 1964 nam hij met succes deel aan het Castle Lager Jazz Festival met zijn eigen kwartet. Daarna vormde hij de Early Mabuza Big Five, waartoe Barney Rachabane, Ernest Mothle en Julian Bahula behoorden. In 1968 gebruikte Winston Mankunku het trio van Mabuza om zijn succesvolle album Yakhal’Nkomo op te nemen.
Mabuza was getrouwd met de zangeres Busi Mhlongo, met wie hij ook concerten gaf. Zijn zus was de Zuid-Afrikaanse ondernemer en talkshowmaster Felicia Mabuza-Suttle.
Dennis Mpale nam het tribute-album Early Mart op voor Gallo Records in 1970. Chris McGregor droeg zijn nummer Early Bird aan hem op.

## Overlijden
Early Mabuza overleed in 1969.